# 克劳斯·菲希特尔
克劳斯·菲希特尔（德語：Klaus Fichtel，1944年11月19日—）是一名前德国足球运动员，曾于1967年至1971年期间代表德国国家足球队出场23次，并攻入1球。他在43岁零六个月的时候仍代表沙尔克04出场，创下德甲年龄最大的球员参赛纪录。